# Il figlio di Amr è morto
Il figlio di Amr è morto (Le fils d'Amr est mort) è un film del 1975 diretto da Jean-Jacques Andrien.

## Riconoscimenti
- 1975 - Locarno Festival
  - Pardo d'oro
- 1976 - Sindacato belga della critica cinematografica
  - Premio André Cavens